# Castello di Palizzi
Il castello di Palizzi è un castello la cui origine potrebbe risalire al XIII o al XIV secolo, edificato sulla rocca del paese di Palizzi, in Calabria; è stato dichiarato monumento nazionale dal Ministero dei Beni Culturali che ne ha avviato il restauro.

## Storia
La rocca, costruita come baluardo difensivo per le incursioni dei pirati turchi, potrebbe risalire al XIII secolo ma è più probabile che sia stato edificato dalla famiglia Ruffo nel XIV secolo. Una iscrizione in latino posta sulla porta di ingresso riporta che il castello, nel 1580, era "cadente per vecchiaia". Negli anni ci furono diversi interventi: l'impianto difensivo venne rimaneggiato dai Romano, dai Colonna e poi dagli Erbo nel XVI secolo, dagli Arduino di Alcontres nel XVIII secolo e, nel 1866, divenne un palazzo residenziale per la famiglia baronale dei De Blasio che sul lato ovest edificò un palazzo in laterizio. Venne abitato fino agli anni sessanta dalla famiglia De Blasio che fece anche qualche lavoro di restauro ma venne poi abbandonato e cadde in rovina, perdendo la copertura.

## Descrizione
Sorge su un costone roccioso a 300 m s.l.m. dominante sul centro abitato; vi è una sola strada di accesso. Dell'antico impianto originario rimangono due torri, una cilindrica merlata sul versante est e una angolare sul versante opposto, le mura di cinta con i bastioni con scarpa e toro di separazione, le bocche da fuoco a più livelli che seguono l'andamento del costone roccioso e alcune tracce di merli e feritoie.